# Mary Chieffo
Mary Elizabeth Chieffo (7 de noviembre de 1992) es una actriz estadounidense conocida por interpretar al klingon L'Rell en la serie de televisión Star Trek: Discovery.

## Biografía
Chieffo nació y creció en el vecindario de Valley Village, Los Ángeles, California, hija única de los actores Michael Chieffo y Beth Grant.
Su debut como actriz fue a la edad de tres años cuando interpretó a una niña dormida en el cortometraje Making Sandwiches de Sandra Bullock en el que su madre también tuvo un papel, y más tarde actuó en varios programas de televisión, cortometrajes y largometrajes.
Asistió a la división de Drama de Juilliard School en la ciudad de Nueva York, donde obtuvo una licenciatura en Bellas Artes en 2015. Uno de sus compañeros de clase fue la futura colaboradora de Star Trek: Discovery, Mary Wiseman. Su primer puesto como actor de alto perfil fue en Star Trek: Discovery, donde interpretó al personaje recurrente de L'Rell , un guerrero klingon y espía que se convierte en líder del Imperio Klingon al final de la temporada 1 .

## Filmografía
| Año       | Título                         | Personaje                       | Nota                                                                  |
| --------- | ------------------------------ | ------------------------------- | --------------------------------------------------------------------- |
| 1998      | Making Sandwiches              | Bebé que duerme (no acreditada) | Cortometraje                                                          |
| 2007      | Welcome to Paradise            | actriz de voz                   |                                                                       |
| 2008      | Natural Disasters              | Beth de joven                   |                                                                       |
| 2009      | Herpes Boy                     | Patch                           |                                                                       |
| 2009      | Jack and Janet Save the Planet | Tina Grotunski                  | Telefilm                                                              |
| 2011      | Girls! Girls! Girls!           |                                 |                                                                       |
| 2012      | The Perfect Fit                | Shop Girl                       | Cortometraje                                                          |
| 2013      | Miss Dial                      | Adolescente desconocida         |                                                                       |
| 2013      | Odyssea                        | Hija                            | Cortometraje                                                          |
| 2017      | Shelby's Vacation              | Gillian                         | Cortometraje                                                          |
| 2017      | The Mindy Project              | Micaela                         | "Jeremy & Anna's Meryl Streep Costume Party" (Temporada 6 episodio 5) |
| 2017–2019 | Star Trek: Discovery           | L'Rell                          | Recurrente                                                            |
| 2020      | Heartbeats                     | Clare / Alicia Ayoub            | Recurrente                                                            |
| 2021      | Slay                           | Dr. Elizabeth Diamond           | Recurrente                                                            |